# Sinhronizator streljanja
Sinhronizátor stréljanja in ~ streljánja je povezava med letalskim motorjem in mitraljezom lovskega letala, ki omogoča streljanje z mitraljezom, ne da bi izstrelki zadeli propeler letala.

### Ozadje
Kmalu po začetku prve svetovne vojne so začeli uporabljati letala za izvidništvo in usmerjanje topniškega ognja. Ko so se sovražni piloti srečavali v zraku, so se najprej viteško pozdravljali, kmalu pa so se začeli obstreljevati z pištolami in puškami. Vendar so bili zadetki s posameznimi streli z gibljivega letala drugega gibljivega letala redki kot glavni zadetek na loteriji. Pojavila se je potreba po učinkovitejšem orožju - mitraljezu. Mitraljez naj bi bil pritrjen čim bolj fiksno, streljal naj bi v smeri leta, bil naj bi čim bližje težišču. Ker so bila ta letala izključno enomotorna najprimernejši položaj, to je na pokrovu motorja sprva ni bil možen. Pred motorjem je bil velik propeler in izstrelki bi zadevali lasten propeler, ga vsaj poškodovali, če že ne uničili. Prva rešitev je bil mitraljez, montiran pod zgornje krilo (zelo pogosta so bila dvo- in večkrilna letala). Ta položaj je sicer omogočal streljanje med poletom, je pa onemogočal ali vsaj zelo otežkočal menjavo bobna ali traku z naboji in odpravljanje pogostih zastojev.

### Razvoj
Vedno bolj izrazita potreba po mitraljezu na pokrovu letalskega motorja je privedla do patenta za prvi sinhronizator streljanja (ta omogoča streljanje skozi propeler, ne da bi bili zadeti njegovi kraki). Dobil ga je Švicar Franz Schneider. Ta sinhronizator je ustavil streljanje mitraljeza, če bi naslednji izstrelek zadel krak propelerja.
Roland Garros je izdelal prvo za boj sposobno lovsko letalo tako, da je montiral fiksen mitraljez. ki je streljal naprej in krake propelerja zaščitil z jekleno pločevino. Prvič je bil sinhronizator streljanja uporabljen v francoskem letalu Morane-Saulnier L. Rešitev ni bila najbolj uspešna zaradi zakasnitve pri vžigu francoske municije. Poleg tega pa so kasneje ugotovili, da je celo samomorilska, saj je le vprašanje časa kdaj se bo kakšen naboj od jeklenih krakov odbil v pilotovo glavo (neke vrste ruska ruleta).
Ko je moralo Garrosovo letalo zaradi okvare pristati za nemško fronto, je dobil letalski konstruktor, nizozemski inženir Anthony Fokker nalogo, da izdela kopijo sinhronizatorja streljanja. Namesto kopije sta skupaj z inženirjem Heinrich Lübbejem izdelal v pičlih dveh dneh prvi v boju učinkovit sinhronizator streljanja. Ta sinhronizator, ne samo da prekine streljanje, ampak ponovno aktivira mitraljez, ko ni več nevarnosti, da bi bil zadet propeler. Tako je bilo omogočeno trajno streljanje in njegova zanesljiva uporaba. Prvo letalo, ki je imelo serijsko vgrajeno to novo napravo je bilo enokrilnik Fokker E.I, sredi leta 1915. Zanimivo je da navkljub uspešni demonstraciji, ki jo je izvedel Fokker pred člani vrhovnega štaba, le ti še vedno niso imeli zadosti zaupanja vanjo, zato so inženirja prepričali, da mora sam poleteti nad bojišče in napasti kako sovražnikovo letalo. Kar je Nizozemec sicer tudi storil, vendar ni hotel ubijati za Nemce, zato se je vrnil brez zmage.
Ta tip sinhronizatorjev je imel pomanjkljivost, ker je prekinitev streljanja bistveno zmanjšala kadenco mitraljeza. To zmanjšanje so odpravili v 30. letih, ko so izdelali mitraljeze, ki so imeli električni vžig nabojev. Za vžig je skrbel poseben vžigalni magnet, ki je bil povezan z motorjem.
Ta tehnologija se je delno uporabljala še med II. svetovno vojno, vendar so pri večini lovskih letal začeli (zaradi večje trdnosti) prestavljati mitraljeze in topove v krila. Zadnja uporaba je tako postavljena v Korejsko vojno z lovcema Lavočkin La-11 in Jakovljev Jak-9. S prevlado reaktivnih motorjev in posledično ukinitvijo propelerjev pa je potreba po tem mehanizmu popolnoma odpadla.